# Clara Gaymard

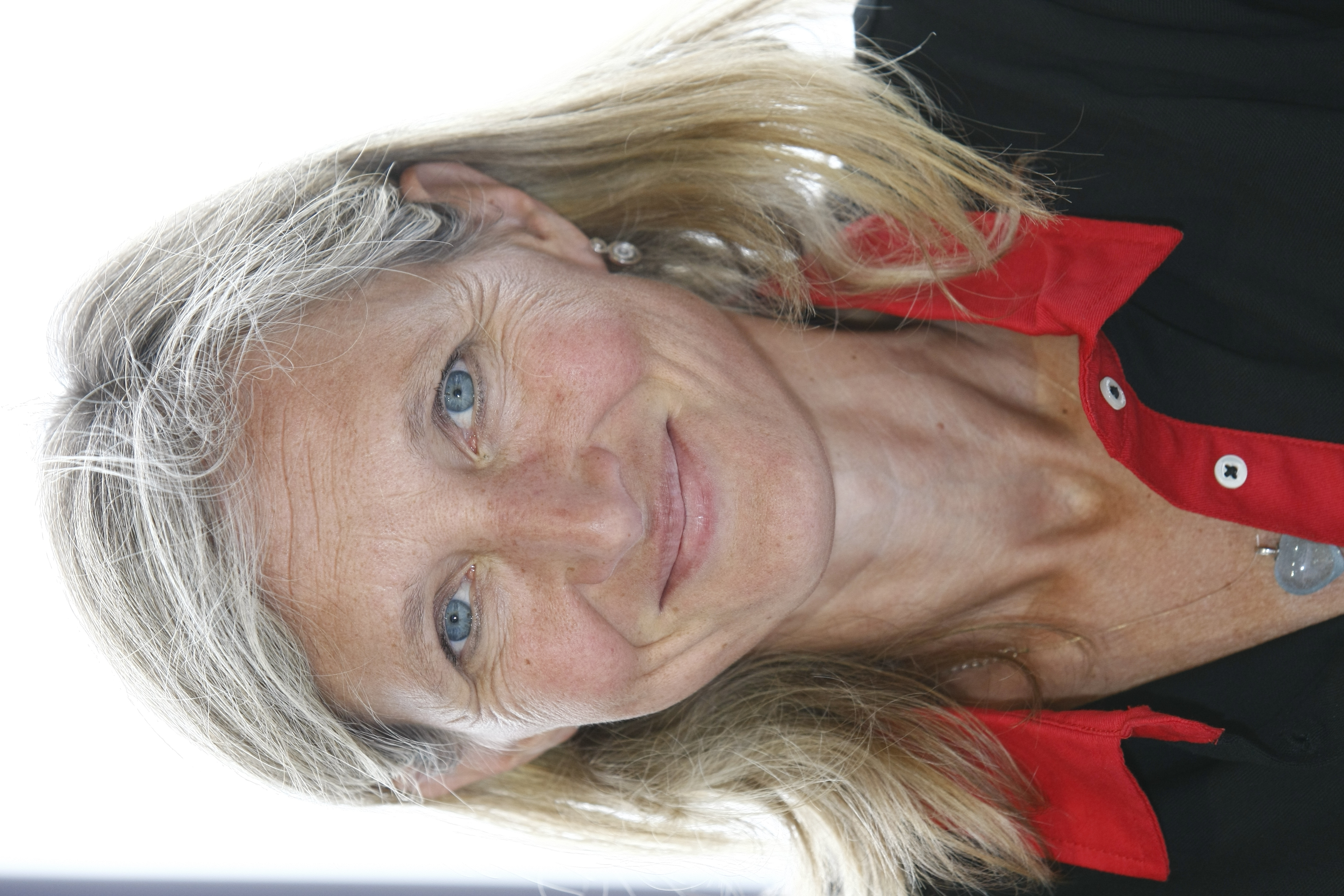
Clara Gaymard

Clara Gaymard (geb. am 27. Januar 1960 in Paris als Clara Lejeune) ist eine französische Unternehmerin, Beamtin und Autorin. Sie ist Mitbegründerin von RAISE, einem Investmentfonds und einer philanthropischen Gruppe, die das unternehmerische Wachstum fördert. Von 2006 bis 2016 war sie Präsidentin von GE France und von 2009 bis 2016 Vizepräsidentin von GE International.

## Ausbildung
Sie hat einen Abschluss von Sciences Po und ist Absolventin der École nationale d’administration.

## Karriere
Von 1982 bis 1984 war sie als Verwaltungsangestellte des Bürgermeisters von Paris tätig, bevor sie an der ENA studierte. Nach ihrem Abschluss wurde sie Rechnungsprüferin am Rechnungshof und 1990 zur Beraterin für Volksabstimmungen ernannt. Danach war sie Assistentin des Leiters der Wirtschaftsförderung in Kairo (1991–1993) und wurde Leiterin des Büros der Europäischen Union (Unterabteilung Europa) in der Direktion für Außenwirtschaftsbeziehungen (DREE) im Ministerium für Wirtschaft und Finanzen.
Im September 2006 wechselte sie zu General Electric als CEO und Präsidentin von GE France und später, im Jahr 2008, als Präsidentin der Region Nordwesteuropa. Während ihrer Zeit als Präsidentin und CEO von GE France wurde Clara Gaymard im April 2009 zur Vizepräsidentin von GE International für Regierungsverträge (GE International for Government Sales and Strategy) ernannt, im August 2010 dann zur Vizepräsidentin für Regierungen und Städte.
Im Jahr 2014 nutzte sie ihr Fachwissen und ihr starkes Netzwerk, um sich für die Übernahme von Alstom durch GE einzusetzen. Im Jahr 2015 startete sie einen Versuch, bei GE Frankreich einen Nettozuwachs von 1.000 Arbeitsplätzen zu erreichen. Sie versuchte, dies zu erreichen, da weltweit 10.300 Menschen entlassen wurden und 2000 in Frankreich.
Im Januar 2016 wurde Gaymard nach zehn Jahren bei General Electric, in denen sie den französisch-amerikanischen Handel förderte und sich für Industriearbeitsplätze in Europa einsetzte, vor die französische Regierung geladen, um zu erklären, warum entgegen vorheriger Zusicherungen 6.500 Arbeitsplätze abgebaut wurden, und um ihren sofortigen Rückzug aus dem Unternehmen zu bestätigen.
Gaymards Führungsstil wurde als liberal und fortschrittlich bezeichnet, insbesondere ihr Einsatz für die LGBT-Gemeinschaft, da sie die Entwicklung der Diversity-Organisation GLBTA (Gay, Lesbian, Bisexual and Transgenre Alliance) unterstützte. Sie unterzeichnete die LGBT-Verpflichtungserklärung im Namen von General Electric.
Im Jahr 2016 gründete Gaymard gemeinsam mit dem französischen Geschäftsmann Gonzague de Blignières den Investmentfonds und die philanthropische Gruppe Raise.

## Sonstige Aktivitäten
Parallel zu ihrer Karriere war Gaymard Dozentin für Vertragsrecht und öffentliches Recht, Auditorin der 53. Sitzung des Institut des hautes études de Défense nationale und Gründungsmitglied der Jérôme Lejeune Stiftung.

## Privates
Gaymard ist die Tochter von Jérôme Lejeune, dem Arzt und Genetiker, der die chromosomale Verbindung des Down-Syndroms entdeckt hat, und Birthe Bringsted. Wie ihr Vater, der heute als möglicher Heiliger verehrt wird, ist Gaymard katholisch.
Sie ist mit Hervé Gaymard verheiratet, einem Politiker, der unter Präsident Jacques Chirac diente. Das Paar hat neun Kinder: Philothée, Bérénice, Thaïs, Marie-Lou, Amédée, Eulalie, Faustine, Jérôme-Aristide, Angélico.